# 노르트라인베스트팔렌주
노르트라인베스트팔렌주(독일어: Land Nordrhein-Westfalen, NRW)는 독일 북서부에 있는 주이다. 주도는 뒤셀도르프이며, 독일에서 인구가 가장 많은 주(2017년 12월의 통계 기준으로 약 1791만 명)이다. 북쪽과 동쪽으로는 니더작센주, 남동쪽으로는 헤센주, 남쪽으로는 라인란트팔츠주와 접하며 서쪽으로는 네덜란드, 벨기에와 국경을 접한다.
루르(Ruhr) 공업지대는 석탄이 풍부하여 경제와 공업의 중심지였다. 중산층과 서민을 중심으로 한 노동자들이 많이 거주하여 오랜 기간 동안 사회민주당의 아성이었으나 2005년부터는 기독교 민주연합이 우세하게 되었다.

## 주요 도시
- 뒤셀도르프 - 주도이자 경제활동의 중심지이다. 분데스리가 포르투나 뒤셀도르프의 연고지이다.
- 쾰른 - 독일에서 4번째로 크고, 주에서는 최대인 도시. 최근 미디어 중심도시로 도약 중이다. 2006년 독일 월드컵 개최도시였으며 분데스리가 FC 쾰른의 연고지이다.
- 본 - 예전 서독의 수도.
- 뮌스터 - 교육(특히 대학교육) 및 문화도시.
- 아헨 - 베네룩스 지역과의 국경도시. 의학 발달.
- 레버쿠젠 - 유럽 굴지의 제약전문 바이엘사의 본사 소재지. 분데스리가 바이어 레버쿠젠의 연고지이다.
- 도르트문트 - 지역 교통의 요지이자 산업 중심 도시. 2006년 독일 월드컵 개최도시였으며 분데스리가 보루시아 도르트문트의 연고지이다.
- 겔젠키르헨 - 2006년 독일 월드컵의 개최도시였으며 분데스리가 샬케 04의 연고지이다. 서민층이 많이 사는 공업도시.

## 행정 구역
31개 군, 23개 군급시를 관할한다.

### 군
- 아헨군
- 보르켄군
- 클레베군
- 코스펠트군
- 뒤렌군
- 에네페루르군
- 오이스키르헨군
- 귀터슬로군
- 하인스베르크군
- 헤르포르트군
- 호흐자우어란트군
- 획스터군
- 리페군
- 마르크군
- 메트만군
- 민덴뤼베케군
- 오버베르크군
- 올페군
- 파더보른군
- 레클링하우젠군
- 라인에르프트군
- 라인베르크군
- 라인노이스군
- 라인지크군
- 지겐비트겐슈타인군
- 조스트군
- 슈타인푸르트군
- 우나군
- 피어젠군
- 바렌도르프군
- 베젤군

### 군급시
- 아헨
- 빌레펠트
- 보훔
- 본
- 보트로프
- 쾰른
- 도르트문트
- 뒤스부르크
- 뒤셀도르프
- 에센
- 겔젠키르헨
- 하겐
- 함
- 헤르네
- 크레펠트
- 레버쿠젠
- 묀헨글라트바흐
- 뮐하임안데어루르
- 뮌스터
- 오버하우젠
- 렘샤이트
- 졸링겐
- 부퍼탈

## 인구

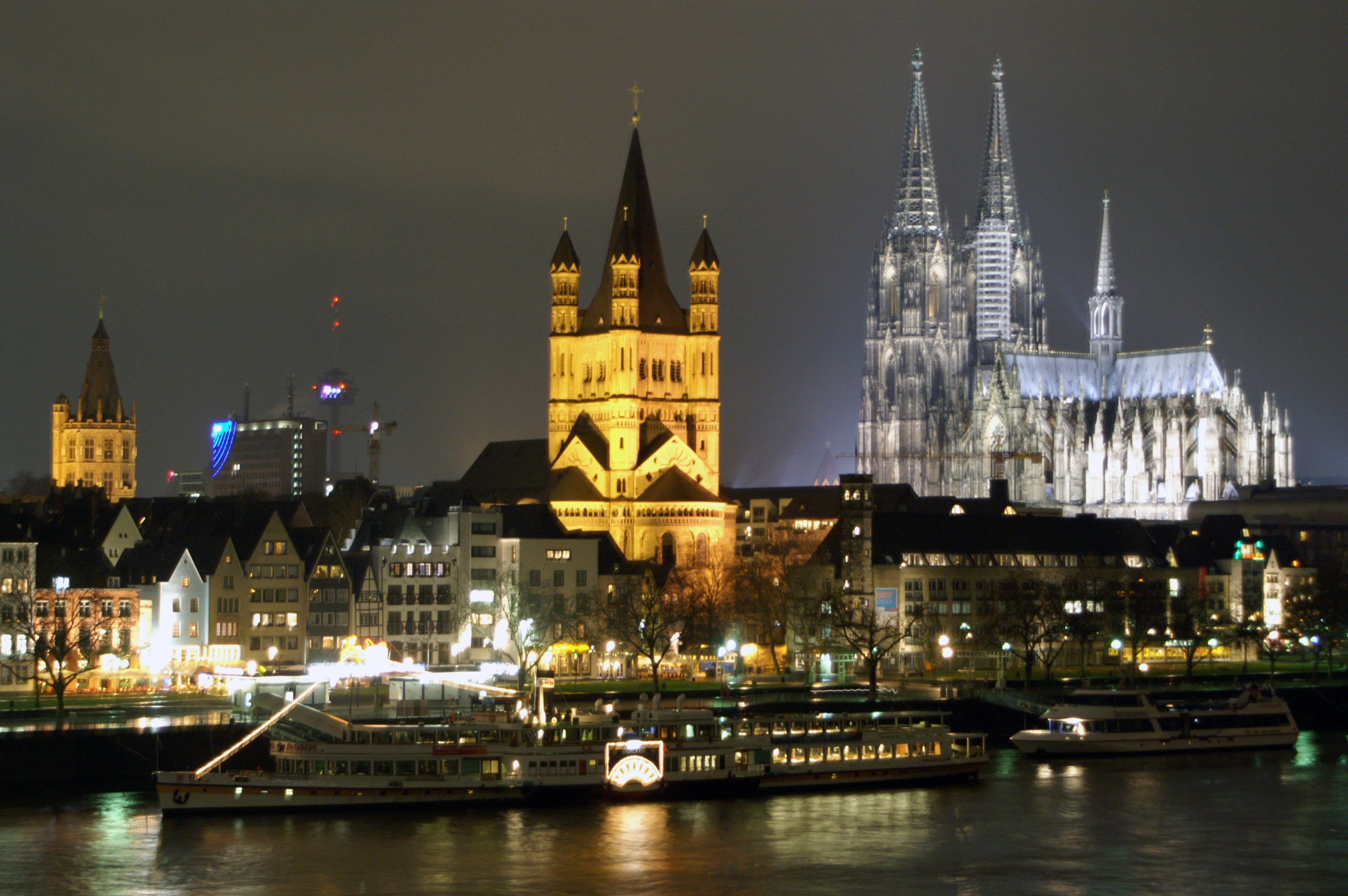
쾰른은 노르트라인베스트팔렌 주에서 가장 큰 도시이다.

노르트라인베스트팔렌 주는 대략 1,800만 명의 인구가 거주하며, 라인 루르 메트로폴리탄의 중심지에 위치해 있다. 독일의 가장 큰 80개의 도시들이 이 지역에 분포해 있다. 이 주의 주도는 뒤셀도르프이고, 가장 큰 도시는 쾰른이다.
이 표는 노르트라인베스트팔렌 주에서 가장 큰 10개의 도시의 정보를 보여준다:
| #  | 이름       | 인구      | 면적 (km2) | 인구밀도 | 지도 |
| -- | ---------- | --------- | ---------- | -------- | ---- |
| 1  | 쾰른       | 1,085,664 | 405.15     | 2,470    |      |
| 2  | 뒤셀도르프 | 619,294   | 217.01     | 2,703    |      |
| 3  | 도르트문트 | 587,010   | 280.37     | 2,071    |      |
| 4  | 에센       | 583,109   | 210.32     | 2,800    |      |
| 5  | 뒤스부르크 | 498,590   | 232.82     | 2,100    |      |
| 6  | 보훔       | 364,628   | 145.4      | 2,500    |      |
| 7  | 부퍼탈     | 354,382   | 168.41     | 2,100    |      |
| 8  | 빌레펠트   | 333,786   | 257.8      | 1,300    |      |
| 9  | 본         | 327,258   | 141.06     | 2,300    |      |
| 10 | 뮌스터     | 314,319   | 302.89     | 1,000    |      |

| 연도 | 인구       | ±% p.a. |
| ---- | ---------- | ------- |
| 1930 | 11,407,000 | —       |
| 1940 | 12,059,000 | +0.56%  |
| 1950 | 12,926,000 | +0.70%  |
| 1955 | 14,442,000 | +2.24%  |
| 1960 | 15,694,000 | +1.68%  |
| 1965 | 16,619,450 | +1.15%  |

| 연도 | 인구       | ±% p.a. |
| ---- | ---------- | ------- |
| 1970 | 17,033,651 | +0.49%  |
| 1975 | 17,129,200 | +0.11%  |
| 1980 | 17,057,488 | −0.08%  |
| 1985 | 16,674,001 | −0.45%  |
| 1990 | 17,349,651 | +0.80%  |
| 1995 | 17,893,045 | +0.62%  |

| 연도 | 인구       | ±% p.a. |
| ---- | ---------- | ------- |
| 2000 | 18,009,865 | +0.13%  |
| 2005 | 18,058,105 | +0.05%  |
| 2010 | 17,845,154 | −0.24%  |
| 2015 | 17,865,516 | +0.02%  |
| 2017 | 17,912,134 | +0.13%  |

## 경제
베스트팔렌은 1950~60년대에 석탄과 철이 많이 나는 곳(Land von Kohle und Stahl)으로 유명했다. 제2차 세계 대전의 아픔에서 회복하기 전에, 루르 지방은 유럽에서 가장 중요한 산업 지역 중 하나가 되었다. 또한 이 지역은 라인 강의 기적에 큰 영향을 끼쳤다. 1970년대 후반, 반복적인 위기 때문에 이 산업 시설이 축소되었다. 반면에 생산 부문이, 특히 기계 엔지니어링과 금속과 철 산업에서, 상당한 발전을 이루었다. 이 지역의 구조적 변화와 경제적 성장이 국가 평균에 미치지 못했지만, 2007년에 5294억 유로의 GDP를 (독일 총 GDP의 21.8%) 기록하며 독일에서 가장 경제적으로 중요한 지역 뿐만 아니라 세계에서도 가장 중요한 곳이 되었다. 독일의 상위 100개 기업 중에, 37개가 노르트라인베스트팔렌 주에 자리 잡고 있다. 하지만, 1인당 기업 비율을 보면, 노르트라인베스트팔렌 주는 아직 서독 주의 경제 능력이 약한 지역으로 남아있다. 2010년 11월에는 실업률이 8.1%에 달해, 전체 서독 주 중에 2번째로 높은 기록을 보였다.
노르트라인베스트팔렌 주는 독일은 물론 전 세계에서 기업을 유치하고 있다. 2009년에는 이 지역이 독일에서 외국으로부터 가장 많이 직접투자를 받기도 했다. 이 주에 위치한 약 13,1000개의 주요 투자 국가의 외국 기업이 독일과 유럽 경제가 작용하는데 영향을 준다.
최근에는 이 주의 경제 상태에 많은 변화가 있었다. 그 중 뚜렷한 변화를 살펴보면, 창조 산업이 발달하고 있는 반면에 광업이 하락세를 보이고 있다. 산업의 유적이 디자이너, 예술가, 광고 산업의 작업장으로 변하고 있는 것이다. 루르 지방은 1960년대부터 석탄과 철이 많이 나는 곳으로 불렸지만 광업과 금속 산업을 제외하고 변화를 겪었다. 동부 베스트팔렌, 베르기셰스란트, 니더라인의 많은 시골 지역은 다양한 경제 분야에서 "히든 챔피언"을 기반으로 하고 있다.

## 스포츠

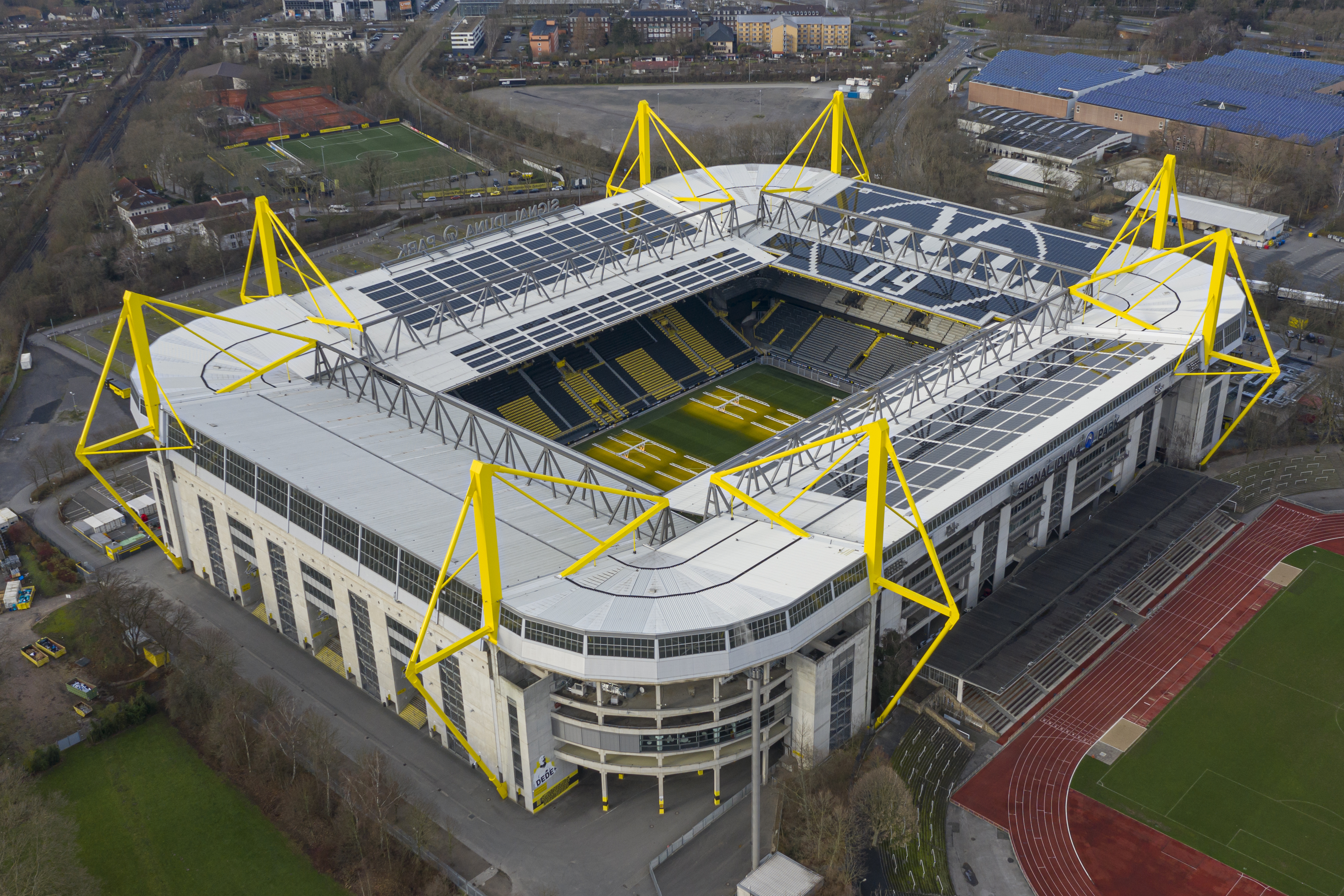
보루시아 도르트문트의 스타디움인 지그날 이두나 파르크. 독일에서 가장 크다.

### 축구
노르트라인베스트팔렌 주는 여러 축구 클럽이 있다: 1. FC 쾰른, 바이어 04 레버쿠젠, 보루시아 도르트문트, 보루시아 묀헨글라트바흐, 아르미니아 빌레펠트, 알레마니아 아헨, 부퍼탈 SV 보루시아, 포르투나 뒤셀도르프, FC 샬케 04, MSV 뒤스부르크, SC 파더보른 07, VfL 보훔
또한 이 주에서 1974년 FIFA 월드컵과 2006년 FIFA 월드컵의 경기가 열렸으며, 2011년 FIFA 여자 월드컵의 경기도 개최했다. 1974년 월드컵에서는 뒤셀도르프에 있는 라인슈타디온, 겔젠키르헨의 파르크슈타디온에서 경기가 열렸으며, 2006년 월드컵에서는 쾰른의 라인에네르기슈타디온, 도르트문트의 지그날 이두나 파르크, 겔젠키르헨의 펠틴스 아레나에서 열렸다. 레버쿠젠의 바이아레나와 보훔에 있는 루르슈타디온이 2011년 여자 FIFA 월드컵의 개최 경기장이 되었다.

### 하키
노르트라인베스트팔렌 주는 도이치 아이스하키 리가의 소속되어 있는 뒤셀도르퍼 EG, 쾰르너 하이, 크레펠트 핑구이네, 이제론 로스터스의 홈 경기장이 있다.

## 같이 보기
- 루르 지방
- 라인-루르 지방